# هنريق
هنريق أو هونريك  (بالفرنسية: Hunéric)‏ ولد قبل 430 وتوفي في 23 ديسمبر 484، هو ملك الوندال والألان الأفريقيين () وذلك بين 477 و484. هو الابن الأكبر وخليفة غايسيريك.

## مقالات ذات صلة
- وندال
- ألان

## روابط خارجية
- تاريخ القوط من قبل يوردانس.
- تاريخ الحرب ضد الونداليين من قبل بروكوبيوس القيسراني.
- تاريخ الاضطهاد الوندالي في أفريقيا من قبل فيكتور دي فيتا.